# 1Password
1Password est un logiciel développé par AgileBits Inc. Ce logiciel est un gestionnaire de mots de passe, et permet de générer et de conserver des mots de passe de façon sécurisée (sites web, applications, numéro de sécurité sociale, cartes bancaires…), ainsi que des notes et documents. Ces éléments sont protégés par un seul et unique mot de passe, combiné à une clé unique générée par le logiciel.

## Plateformes supportées
L'application permet la synchronisation des données, notamment par la souscription d'un abonnement, et fonctionne sur les applications téléchargées pour iPhone, iPad, macOS, Windows, et Android. Les données sont aussi accessibles depuis un navigateur internet, directement sur le site du logiciel.
Une interface permettant d'utiliser les fonctions du logiciel en lignes de commande est en outre disponible pour plusieurs systèmes d'exploitation, dont Linux.
Le logiciel s'intègre à la plupart des navigateurs web (Safari, Firefox, Chrome, Camino, OmniWeb, iCab, WhiteHat Aviator…) par une icône présente dans la barre outils de la fenêtre du navigateur. Une extension pour le navigateur Chrome permet de se passer du logiciel principal en cas de souscription d'un abonnement.